# Gironde (Estéron)
Pour les articles homonymes, voir Gironde.
La Gironde est un petit cours d'eau du département Alpes-Maritimes, de la région Provence-Alpes-Côte d'Azur, et un affluent de l'Estéron, donc un sous-affluent du fleuve le Var.

## Géographie
De 13 kilomètres de longueur, la Gironde prend sa source à l'ouest de la commune de Le Mas, à 1 240 mètres d'altitude, dans la Combe de la Fay.
Il coule globalement de l'ouest vers l'est. 
Il conflue sur les communes d'Aiglun et  du Mas, à 454 mètres d'altitude.

### Commune et canton traversés
Dans le seul département des Alpes-Maritimes, la Gironde traverse un seul canton et la seule commune du Mas (source et confluence), donc dans le canton de Saint-Auban, dans l'Arrondissement de Grasse

### Bassin versant
La superficie du bassin versant L'Estéron du vallon du Suyet inclus à la Gironde incluse (Y641) est de ?km2,. Le bassin de la Gironde a été évalué à la superficie de la commune de Le Mas : 32 km2.[Par qui ?]

### Organisme gestionnaire
Un Syndicat Intercommunal Estéron Var Inférieur ou SIEVI est référencé à Carros. D'autre part, la Gironde et Le Mas sont désormais sur le Parc naturel régional des Préalpes d'Azur qui a aussi un syndicat mixte prévu.

## Affluents
La Gironde a sept affluents référencés tous sur la seule commune du Mas :
- Vallon de la Combe de la Serre (rd), 1,2 km.
- Vallon de Valourouot (rd), 1,6 km.
- Vallon de l'Arsiagne (rg), 3,8 km qui coule au sud de la forêt domaniale de la Gironde et de la Montagne de Charamel.
- Vallon Fontanier (rd), 2,1 km.
- Vallon de la Combe Croux (rd), 2,4 km.
- Vallon de Pigros (rd), 2,7 km.
- Vallon de la Chaume (rd), 1,6 km.

Le rang de Strahler est donc de deux.